# سید علی‌اکبر طاهایی
سید علی‌اکبر طاهایی سیاستمدار و مدیر اجرایی اهل ایران است. وی استاندار پیشین قزوین، گیلان و مازندران نیز بوده است. معاونت امور  حقوقی مجلس و امور استان‌های وزارت تعاون، کار و رفاه اجتماعی در دولت يازدهم از دیگر سوابق کاری او نیز است.
وی دانش‌آموخته رشته مهندسی صنایع از دانشگاه علم و صنعت است.

## سوابق پیشین
- فرماندار تنکابن
- معاون سیاسی امنیتی استانداری مازندران
- سرپرستی استانداری مازندران
- نماینده مردم تنکابن و رامسر در دوره سوم مجلس شورای اسلامی
- استاندار گیلان (۱۳۷۱–۱۳۷۶)
- معاون اداری و مالی وزارت کار و امور اجتماعی (۱۳۷۷–۱۳۸۴)
- معاون امور فرهنگی و اجتماعی وزارت کار و امور اجتماعی
- استاندار قزوین (۱۳۸۸-۱۳۸۷)
- استاندار مازندران (۱۳۸۸–۱۳۹۲)
- معاونت امور مجلس و حقوقی و استان‌های وزارت کار و امور اجتماعی در دولت یازدهم